# Liste des œuvres d'art de Nîmes
Pour un article plus général, voir Liste des œuvres d'art du Gard.
Cet article recense les œuvres d'art dans l'espace public de Nîmes, en France.

## Liste

### Sculptures
| Œuvre                        | Auteur                 | Localisation                                   | Notes | Installation                               | Coordonnées                      | Illustration       |
| ---------------------------- | ---------------------- | ---------------------------------------------- | --- | ------------------------------------------ | -------------------------------- | ------------------ |
| Antonin le Pieux             | Auguste Bosc           | Square Antonin                                 | Marbre | 1874                                       | 43° 50′ 22″ nord, 4° 21′ 20″ est | Antonin            |
| Auguste                      |                        | Porte d'Auguste                                | Copie d'une statue de l'empereur Auguste conservée au musée du Vatican | Arrivée à Nîmes en 1934, installée en 1939 | 43° 50′ 22″ nord, 4° 21′ 47″ est | Image manquante    |
| Buste d'Antoine Bigot        | Félix Charpentier      | Jardins de la Fontaine                         | marbre | 1903                                       | 43° 50′ 24″ nord, 4° 21′ 01″ est | Antoine Bigot      |
| Buste de Gaston Boissier     | André Méric            | Boulevard Amiral-Courbet                       | | 1933                                       | à géolocaliser                   | Image manquante    |
| Hommage à Albert Camus       | Bernard Pagès          | Place Hubert-Rouger                            | | 1986                                       | 43° 49′ 57″ nord, 4° 21′ 09″ est | Image manquante    |
| Alphonse Daudet              | Alexandre Falguière    | Square de la Couronne                          | marbre | 1900                                       | 43° 50′ 11″ nord, 4° 21′ 48″ est | Image manquante    |
| Monument à Ernest Denis      | Otakar Španiel         | Rue Gaston-Boissier                            | bronze | 1925                                       | 43° 50′ 19″ nord, 4° 21′ 12″ est | Image manquante    |
| Diane                        | Nicolas Sébastien Adam | Jardins de la Fontaine                         | Copie ( original au musée des beaux arts de Nîmes, destiné d'abord au château de la Mosson à Montpellier comme 3 autres statues 4 termes et 10 grands vases en marbre exécutés par l'atelier de Nicolas Sébastien Adam à partir de 1725 ) | 1750                                       | 43° 50′ 24″ nord, 4° 20′ 58″ est | Diane              |
| Dionysos jeune               | Nicolas Sébastien Adam | Jardins de la Fontaine                         | Marbre |                                            | 43° 50′ 24″ nord, 4° 20′ 59″ est | Dionysos jeune     |
| Buste d'Émilien Dumas        | André Méric            | Boulevard Amiral-Courbet                       | | 1933                                       | à géolocaliser                   | Image manquante    |
| Endymion                     | Nicolas Sébastien Adam | Jardins de la Fontaine                         | Copie |                                            | 43° 50′ 20″ nord, 4° 20′ 59″ est | Endymion           |
| Buste d'Émile Espérandieu    | André Méric            | Boulevard Amiral-Courbet                       | | 1937                                       | à géolocaliser                   | Image manquante    |
| Faune dansant                | Joseph Bernard         | Square de la Bouquerie                         | bronze | 1927                                       | 43° 50′ 24″ nord, 4° 21′ 21″ est | Faune dansant      |
| Flore                        | Nicolas Sébastien Adam | Jardins de la Fontaine                         | Copie |                                            | 43° 50′ 22″ nord, 4° 21′ 00″ est | Flore              |
| Gaul                         | Ellsworth Kelly        | Carré d'art (hall)                             | | 1993                                       | 43° 50′ 16″ nord, 4° 21′ 19″ est | Image manquante    |
| Hadès                        | Nicolas Sébastien Adam | Jardins de la Fontaine                         | marbre |                                            | 43° 50′ 24″ nord, 4° 20′ 59″ est | Hadès              |
| Jeanne d'Arc                 | Maxime Real del Sarte  | Place Gabriel-Péri                             | Réalisée dès 1943, la sculpture n'est installée que vingt ans plus tard. | 1964                                       | 43° 50′ 21″ nord, 4° 21′ 50″ est | Image manquante    |
| La Musique et la Peinture    | Léopold Morice         | Boulevard Amiral-Courbet, galerie Jules-Salles | marbre | 1894                                       | à géolocaliser                   | Image manquante    |
| Nemausa                      | Dominique Raché        | Jardins de la Fontaine                         | |                                            | 43° 50′ 23″ nord, 4° 20′ 59″ est | Nemausa            |
| Nimeño II                    | Serena Carone          | Parvis des arènes                              | | 1994                                       | 43° 50′ 03″ nord, 4° 21′ 36″ est | Image manquante    |
| Nymphe à la cruche           | Dominique Raché        | Jardins de la Fontaine                         | |                                            | 43° 50′ 23″ nord, 4° 20′ 59″ est | Nymphe à la Cruche |
| Pan                          | Nicolas Sébastien Adam | Jardins de la Fontaine                         | marbre |                                            | 43° 50′ 19″ nord, 4° 21′ 00″ est | Pan                |
| Jean Reboul                  | Auguste Bosc           | Jardins de la Fontaine                         | marbre | 1876                                       | 43° 50′ 25″ nord, 4° 21′ 00″ est | Jean Reboul        |
| Le Sculpteur et l'architecte | Henri Bouchard         | Musée des beaux-arts                           | | 1936                                       | 43° 49′ 55″ nord, 4° 21′ 39″ est | Image manquante    |
| Sylvain                      | Nicolas Sébastien Adam | Jardins de la Fontaine                         | Copie |                                            | 43° 50′ 20″ nord, 4° 21′ 00″ est | Sylvain            |
| Buste de Paulin Talabot      | Gustave Noblemaire     | Gare                                           | bronze | 1881                                       | à géolocaliser                   | Image manquante    |
| Taureau                      | Auguste Cain           | Boulevard Jean-Jaurès                          | Statue en fonte de fer réalisée en 1878 et installée sur le plan d'eau du palais du Trocadéro à Paris ; déplacée à Nîmes après la démolition de l'édifice en 1937                                                                         | 1937                                       | 43° 49′ 31″ nord, 4° 21′ 14″ est | Image manquante    |
| Vers l'Amour                 | Jean Escoula           | Jardins de la Fontaine                         | marbre | 1901                                       | 43° 50′ 25″ nord, 4° 21′ 00″ est | Vers l'Amour       |

### Fontaines
| Œuvre                 | Auteur                                   | Localisation                | Notes | Installation | Coordonnées                      | Illustration          |
| --------------------- | ---------------------------------------- | --------------------------- | --- | ------------ | -------------------------------- | --------------------- |
| Fontaine au Crocodile | Martial Raysse                           | Place du Marché             | marbre et bronze                                                                                                | 1985         | 43° 50′ 11″ nord, 4° 21′ 33″ est | Fontaine au Crocodile |
| Fontaine Pradier      | Charles-Auguste Questel et James Pradier | Esplanade Charles-de-Gaulle | Inscrit MH (1988) marbre                                                                                        | 1850         | 43° 50′ 06″ nord, 4° 21′ 45″ est | Fontaine Pradier      |
| Fontaine              |                                          | Place aux Herbes            | Borne fontaine en fonte de fer de la fin des années 1850 , 3 sont également présentes sur les allées Feuchères. | 1982         | 43° 50′ 18″ nord, 4° 21′ 35″ est | Image manquante       |
| La Source de l'étoile | Martial Raysse                           | Place d'Assas               | | 1989         | 43° 50′ 19″ nord, 4° 21′ 17″ est | La Source de l'étoile |

### Monuments aux morts
| Œuvre                                             | Auteur                        | Localisation                  | Notes                                               | Installation | Coordonnées                      | Illustration                                             |
| ------------------------------------------------- | ----------------------------- | ----------------------------- | --------------------------------------------------- | ------------ | -------------------------------- | -------------------------------------------------------- |
| Monument aux morts de Courbessac                  |                               | Place de l'Église, Courbessac |                                                     |              | 43° 52′ 05″ nord, 4° 24′ 13″ est | Image manquante                                          |
| Monument aux morts de la guerre de 1870-1871      | Antonin Mercié                | Place Du Guesclin             | Installé à l'origine place d'Assas, déplacé en 1991 | 1902         | 43° 49′ 57″ nord, 4° 21′ 44″ est | Monument aux morts de la guerre franco-allemande de 1870 |
| Monument aux morts de la Première Guerre mondiale | Auguste Carli et Henri Castan | Square du 11-Novembre-1918    |                                                     | 1923         | 43° 50′ 03″ nord, 4° 21′ 41″ est | Monument aux morts de la Première Guerre mondiale        |
| Monument aux morts de Saint-Césaire-les-Nîmes     | Louis Patriarche              | Saint-Césaire-lès-Nîmes       |                                                     |              | 43° 48′ 56″ nord, 4° 19′ 43″ est | Image manquante                                          |